# Roeselia pulverata
Roeselia pulverata är en fjärilsart som beskrevs av Alfred Ernest Wileman och Reginald James West 1929.
Roeselia pulverata ingår i släktet Roeselia och familjen trågspinnare. Inga underarter finns listade.